# The Wicked Messenger
«The Wicked Messenger» es una canción del músico estadounidense Bob Dylan, publicada en el álbum de estudio John Wesley Harding. La canción fue grabada en el estudio A de los Columbia Row Studios de Nashville el 19 de noviembre de 1967.

## Historia
La instrumentación de la canción es mínima, una característica compartida con el resto de las canciones de John Wesley Harding. Cuenta con una línea de bajo descendente y repetitiva que lleva la canción, y el instrumento más prominente es la guitarra acústica de Dylan.
Por otra parte, la letra tiene su origen en la Biblia. En su libro Wicked Messenger: Bob Dylan and the 1960s, Mike Marqusee escribió: «El título de la canción parece derivar del versículo 13:17 de los Proverbios: "El mensajero perverso cae en la adversidad, pero el enviado fiel trae sanidad". [En la canción] el personaje aparece por primera en público, de forma espontánea, como un obsesivo... El mensajero perverso es el artista, el profeta, el cantante de la protesta».
Durante la época, Dylan leía la Biblia con frecuencia, y usó varias referencias bíblicas en canciones de John Wesley Harding. Beatty Zimmerman, madre de Dylan, reveló en una entrevista: «En su casa de Woodstock hoy, hay una enorme Biblia abierta en un soporte en el centro de su estudio. De todos los libros que se agolpan en su casa, desbordando la casa, esa Biblia recibe la mayor atención».
La canción gira en torno a un personaje, un «mensajero perverso», que fue enviado por Eli, un sacerdote de los Libros de Samuel. Para el crítico Andy Gill, «este mensajero del mismo nombre es, por supuesto, el propio Dylan, el portador de verdades duras». La interpretación de Gill sobre la canción es que el juez Eli es una de las figuras más intelectuales del Antiguo Testamento, de modo que ser enviado por Eli implica una dependencia de inteligencia. Gill sugirió que «quizás Dylan sintió que había valorado la racionalidad demasiado sobre la espiritualidad».

## Versiones
La canción ha sido versionada en varias ocasiones, notablemente por The Faces en su álbum First Step, por The Black Keys en la banda sonora de I'm Not There, por Patti Smith en el álbum Gone Again, y por Marion Williams en el disco Standing There Wondering Which Way to Go. David Nelson Band ha versionado también la canción durante años en distintos conciertos. La canción fue también versionada por Jerry Garcia con su banda Legion of Mary durante la gira de 1975.
En Grecia, el cantante Dionysis Savvopoulos tradujo la canción y la versionó en su álbum Βρώμικο ψωμί en 1972, con el título de «Άγγελος Εξάγγελος», y también en su álbum de versiones de 1997 Το ξενοδοχείο.

## Personal
- Bob Dylan: voz y guitarra acústica
- Charlie McCoy: bajo
- Kenneth Buttrey: batería